# Bruno Forte

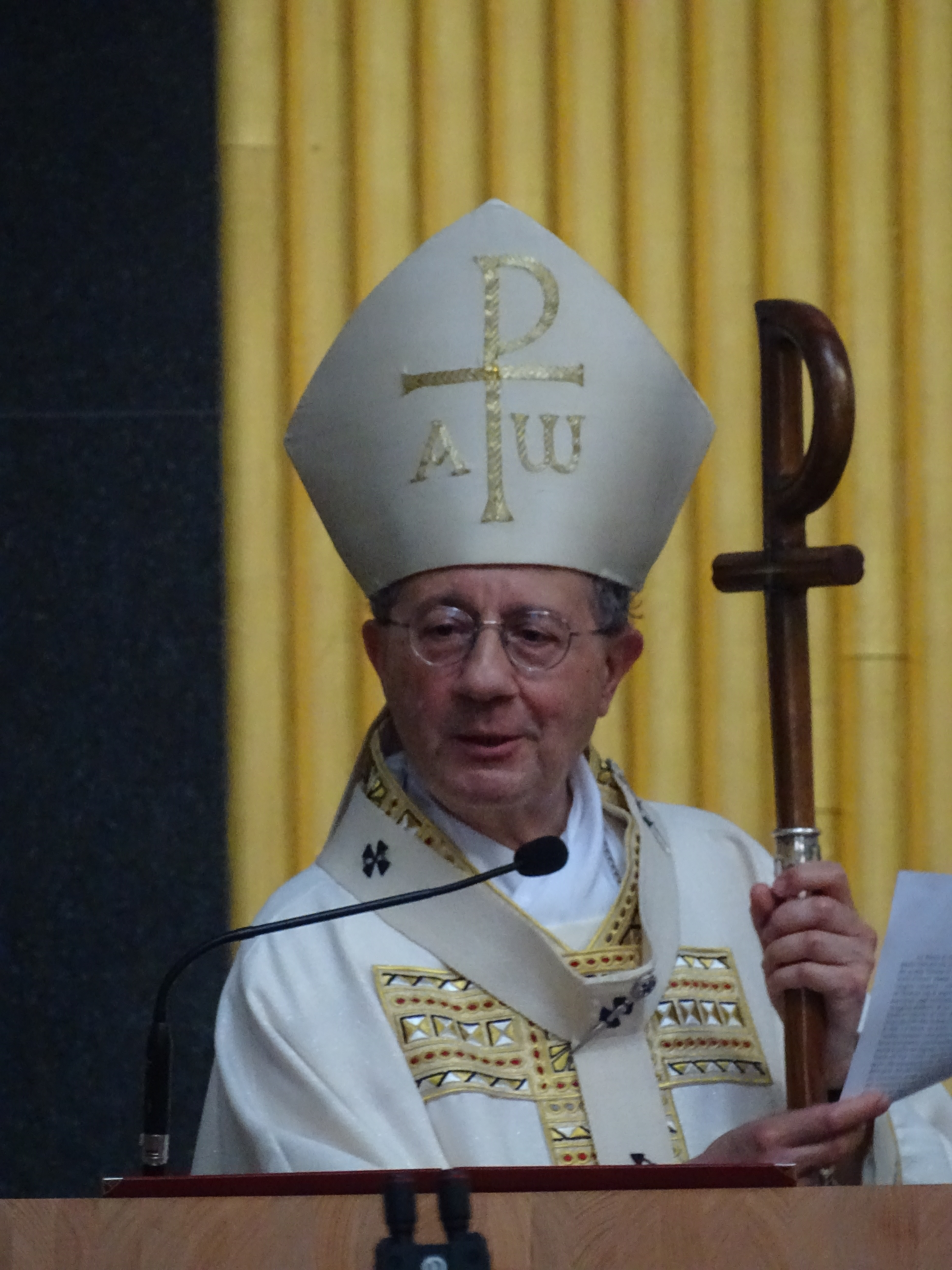
Erzbischof Bruno Forte (2024)

Erzbischofswappen von Bruno Forte

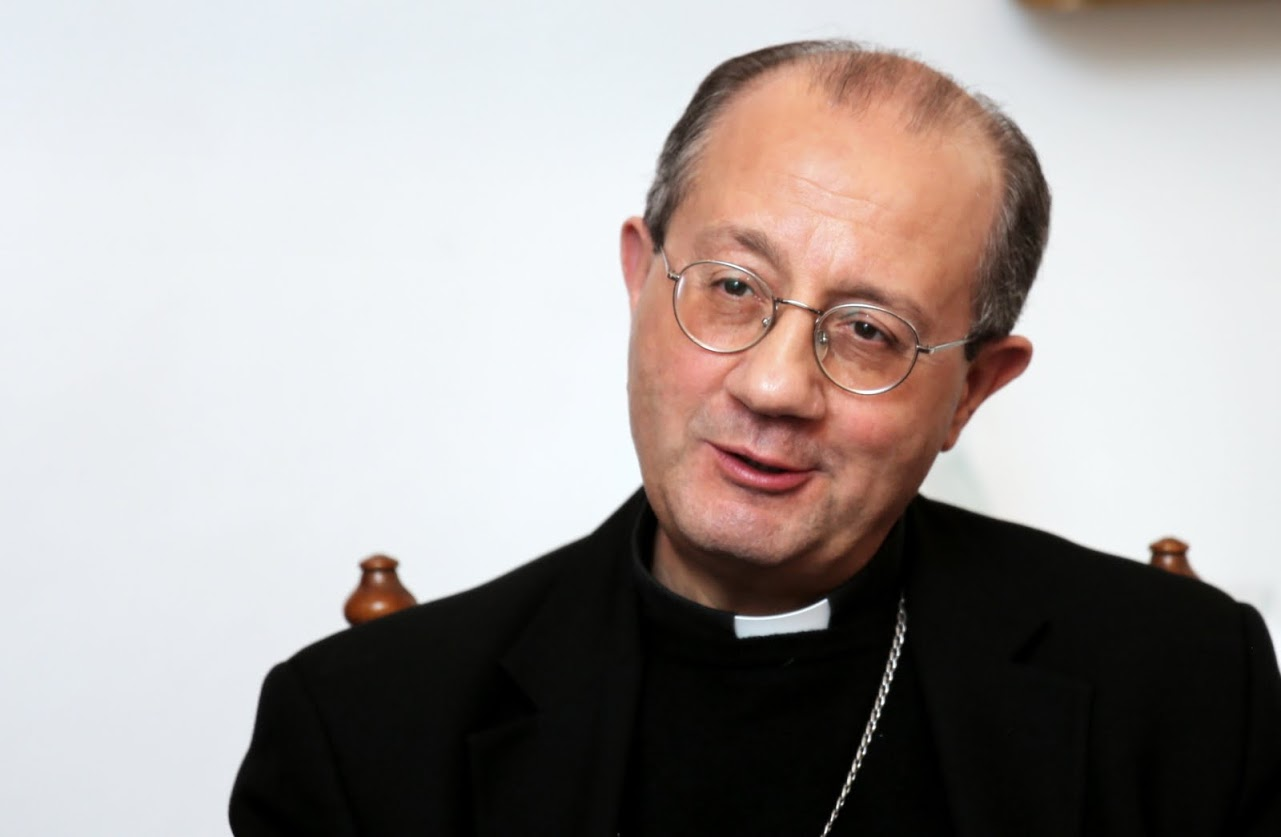
Bruno Forte (2014)

Bruno Forte (* 1. August 1949 in Neapel, Italien) ist ein italienischer Theologe und Erzbischof von Chieti-Vasto.

## Leben
Bruno Forte trat in das Priesterseminar von Neapel-Capodimonte und studierte Theologie und Philosophie. Am 18. April 1973 empfing er durch Corrado Kardinal Ursi das Sakrament der Priesterweihe. Er war in verschiedenen Pfarreien des Erzbistums Neapel als Seelsorger tätig. Er hat 1974 an der Theologischen Fakultät von Napoli-Capodimonte mit einer Dissertation über die Kirche in der Eucharistie in Theologie und 1977 an der Universität Neapel Federico II mit einer Dissertation über die Semantik der mystischen Theologie des Areopagiten in Philosophie promoviert. Er war bis 2004 Professor für Dogmatik sowie für drei Jahre auch Dekan an der Pontificia facoltà teologica dell’Italia meridionale (PFTIM) in Neapel. Forschungsaufenthalte führten ihn nach Paris und Tübingen. Er hielt Gastvorlesungen an verschiedenen europäischen und amerikanischen Hochschulen.
Am 26. Juni 2004 ernannte ihn Papst Johannes Paul II. zum Erzbischof von Chieti-Vasto. Die Bischofsweihe spendete ihm am 8. September 2004 Joseph Kardinal Ratzinger, der spätere Papst Benedikt XVI; Mitkonsekratoren waren Michele Kardinal Giordano, Erzbischof von Neapel, und Luigi Diligenza, Erzbischof von Capua. Er ist Vorsitzender der bischöflichen Kommission für die Glaubenslehre, Verkündigung und Katechese der CEI und Mitglied der Bischofskonferenz Abruzzen und Molise.
Bruno Forte ist Großoffizier des Ritterordens vom Heiligen Grab zu Jerusalem und Prior der Ordensprovinz Abruzzen und Molise.

## Wirken
Bruno Forte gilt als ein bedeutender Theologe und hielt bereits die Fastenexerzitien für Papst und Kurie, was als Auszeichnung auf fachlicher und menschlicher Ebene gilt, und steht für eine progressive Haltung innerhalb der katholischen Kirche.
Er war von 1997 bis 2004 Mitglied der Internationalen Theologenkommission und dort Leiter der Arbeitsgruppe, die das Dokument Erinnern und versöhnen erstellte.
Er hat mehrere wichtige Schriften veröffentlicht, darunter Simbolica Ecclesiale (Mailand 1996 ff.) in acht Bänden und Dialogica (Brescia 2002 ff.) in vier Bänden.

## Ehrungen und Auszeichnungen
- Theologischer Preis der Salzburger Hochschulwochen (2011)[1]

## Mitgliedschaften in der römischen Kurie
- Dikasterium für die Glaubenslehre (seit 2024)[2]
- Päpstlicher Rat zur Förderung der Neuevangelisierung (2011–2022)[3]
- Päpstliche Akademie für Theologie
- Internationale Marianische Päpstliche Akademie
- Konsultor der Kommission für die religiösen Beziehungen zum Judentum[4]

## Schriften
- Jesus von Nazareth. Geschichte Gottes, Gott der Geschichte, Matthias-Grünewald-Verlag Mainz 1984
- Trinität als Geschichte. Der lebendige Gott – Gott der Lebenden, Matthias-Grünewald-Verlag Mainz 1989, ISBN 3-7867-1404-5
- Gedächtnis, Prophetie und Begleitung: eine Einführung in die Theologie, Benziger 1989, ISBN 3-545-22110-5
- Maria, Mutter und Schwester des Glaubens, Benziger 1990, ISBN 3-545-22114-8
- Zur Freiheit hast du uns befreit. Gebete, Neue Stadt Verlag 1998, ISBN 3-87996-303-7
- Laie sein. Beiträge zu einem ganzheitlichen Kirchenverständnis, Neue Stadt Verlag 1998, ISBN 3-87996-204-9
- Das Wesen des Christentums, Kohlhammer 2006, ISBN 3-17-019333-3 []
- Dem Licht des Lebens folgen, Herder Freiburg 2005, ISBN 3-451-28565-7